# Ryūkyū-Liest
Der Ryūkyū-Liest (Todiramphus cinnamominus miyakoensis) ist eine ausgestorbene Unterart des Zimtkopfliestes (Todiramphus cinnamominus), die systematische Stellung dieses Taxons ist jedoch umstritten. Er wurde 1887 auf Miyako-jima in den Ryūkyū-Inseln entdeckt.

## Merkmale
Der Ryūkyū-Liest ist nur von einem einzigen, beschädigten Exemplar bekannt geworden, das sich im Zoologischen Museum des Science College in Tokio befindet. Es hat eine Länge von 24 cm. Die Zügel sind schwarz. Über den Augen befindet sich ein kleiner weißer Fleck. Unter den Augen verläuft ein schmaler, grünlich blauer Streifen, der zu den Nackenseiten hin breiter wird. Der übrige Kopf und der Hals sind zimtfarben. Der Oberrücken und die Schultern sind dunkel grünlich blau. Der Unterrücken und die Oberschwanzdecken sind kobaltblau. Die Handschwingen sind bräunlich schwarz. Die Flügeldecken und der Schwanz sind ultramarinblau mit einer grünlichen Tönung. An der Brust ist die Färbung etwas dunkler. Die Farbe der Iris ist nicht bekannt. Die Füße sind dunkelrot, die Krallen braun. Vom Zimtkopfliest unterscheidet sich der Ryūkyū-Liest durch das fehlende schwarze Nackenband und die roten (nicht schwarzen) Beine und Füße.

## Aussterben
Das einzige bekannte Exemplar wurde am 5. Februar 1887 von einem Vogelsammler namens Y. Tashiro erlegt. Bei nachfolgenden Expeditionen, darunter auch von Hyojiri Orii, konnte der Ryūkyū-Liest nicht wiederentdeckt werden. Mögliche Aussterbeursachen sind die weitflächige Entwaldung und die Trockenlegung der Feuchtgebiete.

## Taxonomie
Über die Validität dieses Taxons hat es häufig kontroverse Diskussionen gegeben. 1919 von Nagamichi Kuroda als eigenständige Art Halcyon miyakoensis beschrieben, wiesen die Ornithologen Joseph Michael Forshaw (1985) und Mark Brazil (2009) darauf hin, dass Miyako-jima ein höchst unwahrscheinlicher Brutort für Eisvögel ist. Sie vermuten, dass es sich bei dem gefundenen Exemplar um einen Irrgast handeln müsste, das im besten Fall eine Unterart des Zimtkopfliestes repräsentiert. Der Hornmantel des Schnabels fehlt, daher lässt sich die Färbung des Schnabels nicht mehr bestimmen. James Cowan Greenway bemerkte 1967, dass der vermeintliche Längenunterschied der Handschwingen im Verhältnis zu den Armschwingen nahezu sicher auf einen Präparationsfehler zurückzuführen ist. Andererseits zeigt der Ryūkyū-Liest starke Ähnlichkeiten mit der Guam-Unterart des Zimtkopfliestes Todiramphus cinnamomimus cinnamomimus.